# 949 (szám)
A 949 (római számmal: CMXLIX) egy természetes szám, félprím, a 13 és a 73 szorzata.

## A szám a matematikában
A tízes számrendszerbeli 949-es a kettes számrendszerben 1110110101, a nyolcas számrendszerben 1665, a tizenhatos számrendszerben 3B5 alakban írható fel.
A 949 páratlan szám, összetett szám, azon belül félprím. Kanonikus alakban a 131 · 731 szorzattal, normálalakban a 9,49 · 102 szorzattal írható fel. Négy osztója van a természetes számok halmazán, ezek növekvő sorrendben: 1, 13, 73 és 949.
Tizennégyszögszám. 
A 948-cal Ruth–Aaron-párt alkot.
A 949 négyzete 900 601, köbe 854 670 349, négyzetgyöke 30,80584, köbgyöke 9,82703, reciproka 0,0010537. A 949 egység sugarú kör kerülete 5962,74286 egység, területe 2 829 321,485 területegység; a 949 egység sugarú gömb térfogata 3 580 034 786,2 térfogategység.